# Dodge Journey
Dodge Journey — среднеразмерный кроссовер, выпускаемый FCA US LLC с 2008 года. Автомобиль был представлен в 2007 году на автосалоне во Франкфурте. Изначально планировался для американского рынка, но также стал доступен на других рынках как Fiat Freemont.
Три года подряд Dodge Journey входил в список двенадцати моделей от Chrysler Group, получивших титул самых безопасных автомобилей «Top Safety Pick».
Dodge Journey комплектуется 6-цилиндровым V-образным двигателем объёмом 3604 см³ и мощностью 283 л. с. в сочетании с 6-ступенчатой автоматической коробкой передач, двигателями объёмом 2,4 литра в паре с 4х ступенчатым автоматом, более старые модификации идут с двигателем объёмом 2,7 и 3,4 литра.

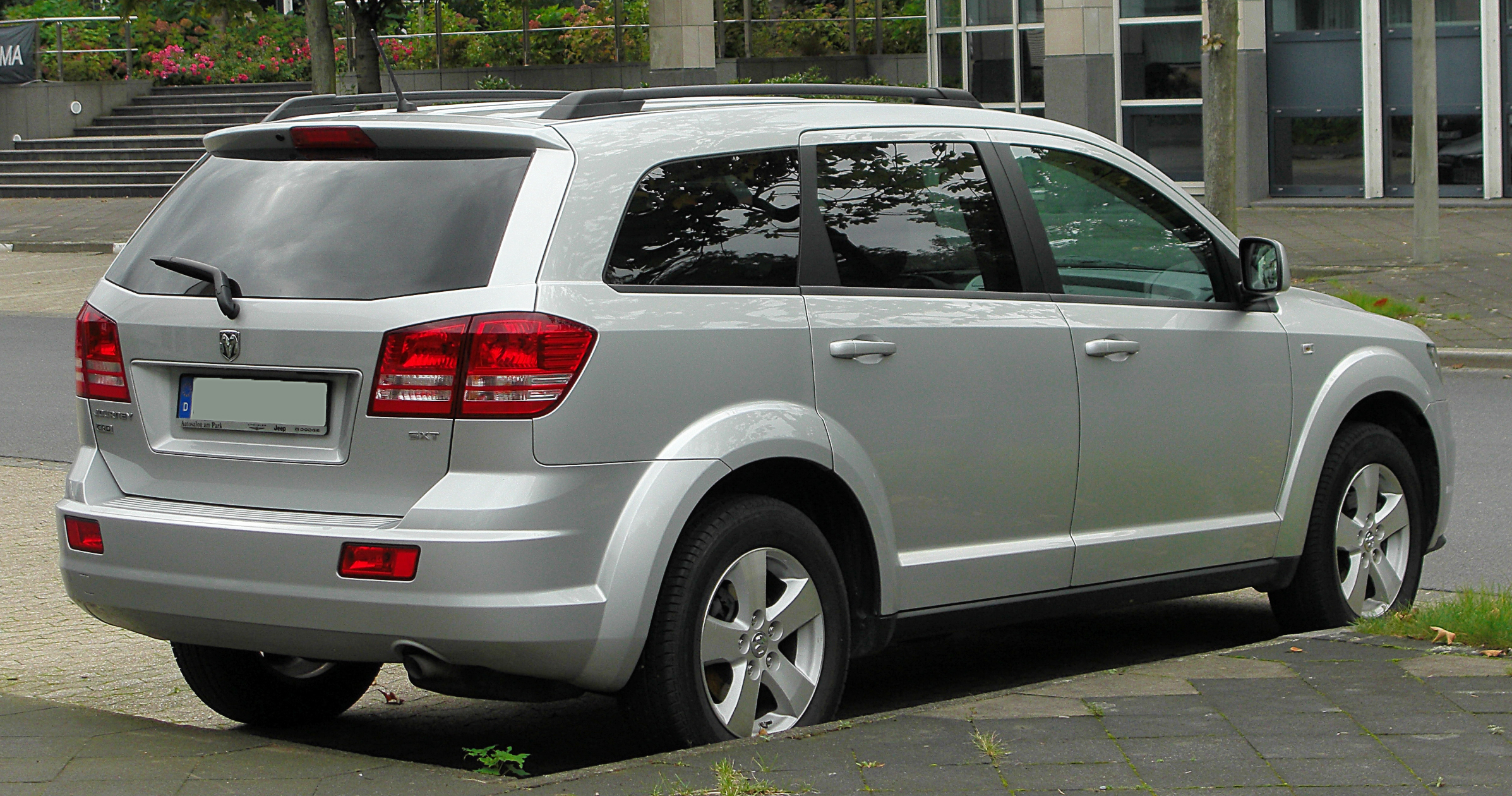
Dodge Journey

## Обновление 2011 года
Обновленный в 2011 году, Dodge Journey получил совершенно новую подвеску, новый 6-цилиндровый 283-сильный двигатель, который на 48 л. с. мощнее и при этом экономичнее, чем предыдущий силовой агрегат, а также новый салон, отделанный мягкими на ощупь, высококачественными материалами и улучшенный дизайн интерьера. В базовое оснащение Dodge Journey входит система динамической стабилизации ESC и работающая на любых скоростях антипробуксовочная система, помогающие удерживать кроссовер на заданной траектории при различных дорожных и погодных условиях, антиблокировочная тормозная система и система предотвращения опрокидывания.
Из внешних изменений можно отметить светодиодные задние фонари и хромированные насадки на выпускные трубы и 19-дюймовые алюминиевые колесные диски.